# Søren Stryger
Søren Stryger (ur. 7 lutego 1975 roku w Køge) – duński piłkarz ręczny, wielokrotny reprezentant kraju. Gra na pozycji prawoskrzydłowego. Obecnie występuje w Bundeslidze, w drużynie SG Flensburg-Handewitt. W 2008 roku zdobył złoty medal na Mistrzostwach Europy, rozgrywanych w Norwegii. Dwukrotnie został wybrany najlepszym piłkarzem ręcznym roku w Danii: 2000, 2004.

## Dane podstawowe
- Pozycja – prawoskrzydłowy
- Wzrost – 188 cm
- Klub –  SG Flensburg-Handewitt
- Numer w klubie – 19
- Numer w reprezentacji – 17

## Kluby
- 1996-1999  Vrold Skanderborg
- 1999-2001  GOG Gudme
- 2001-  SG Flensburg-Handewitt

## Sukcesy

### Reprezentacyjne

#### Mistrzostwa Europy
- (2002, 2004, 2006)

#### Mistrzostwa Świata
- (2007)

### Klubowe

#### Mistrzostwa Danii
- (2000)

#### Mistrzostwa Niemiec
- (2004)
- (2003, 2005, 2006, 2008)

#### Liga Mistrzów
- (2004, 2007)

#### Puchar DHB
- (2003, 2004, 2005)

## Nagrody indywidualne
- 2000, 2004 – Najlepszy piłkarz ręczny roku w Danii
- 2006 – Najlepszy prawoskrzydłowy Mistrzostw Europy, rozgrywanych w Szwajcarii